# Fontenay-sur-Vègre
Fontenay-sur-Vègre é uma comuna francesa na região administrativa do País do Loire, no departamento de Sarthe. Estende-se por uma área de 11.46 km². Em 2010 a comuna tinha 327 habitantes (densidade: 28,5 hab./km²).